# Fríðrikur Petersen
Fríðrikur Petersen, född 22 april 1853 i Saltnes, död 26 april 1917 i Köpenhamn, var en färöisk politiker och präst. Petersen var medlem av Lagtinget 1890 och 1892–1900 och var Sambandsflokkurins första partiledare.
Han diktade även Eg oyggjar veit som användes som Färöarnas nationalsång före Tú alfagra land mítt. Han skrev texten til "Tiðin rennur sum streymur í á". Petersen

## Utmärkelser
- Riddare av Dannebrogorden,  1907[2]
- Dannebrogsmännens hederstecken,  1913[2]

[Redigera Wikidata]